# Neo 1
neo1 ist ein Regionalradio, das in den Kantonen Bern und Luzern sendet. Das Kerngebiet des Radios umfasst die Regionen Emmental und Entlebuch. neo1 berichtet zudem aus den Regionen Oberaargau, dem östlichen Teil der Region Bern-Mittelland und aus der Region Willisau. Der Sender startete im Frühling 2008 den Sendebetrieb und löste damit Radio Emme ab. Der Sitz des Senders befindet sich in Langnau im Emmental. Im Frühling 2019 beschäftigte neo1 23 Mitarbeitende.

## Programm
neo1 sendet 24 Stunden Musik aus den Sparten Pop/Rock/Oldies. Das Programm ist tagsüber moderiert und sendet werktags Nachrichten von 05:30 Uhr bis 19:00 Uhr, an Samstagen von 07:00 Uhr bis 19:00 Uhr und an Sonn- und Feiertagen von 10:00 Uhr bis 18:00 Uhr. Der Schwerpunkt des Programms richtet sich auf die Berichterstattung zu regionsbezogenen Themen. Der Radiosender ist zudem dafür bekannt, sämtliche Meisterschaftsspiele des Langnauer Eishockeyclubs SCL Tigers live zu übertragen. Im Sommer ist neo1 jeweils an rund zehn Schwingfesten in der Region vor Ort und überträgt diese mit regelmässigen Live-Einschaltungen.

## Sendegebiet
Das Sendegebiet umfasst das vom Bundesamt für Kommunikation (Bakom) definierte Versorgungsgebiet 13 «Emmental». Dieses beinhaltet nebst den gesamten Regionen Emmental und Entlebuch auch die Linien der Autobahnen A6 und A1 von Thun über Bern bis Langenthal sowie die Region Willisau. neo1 kann über UKW, Kabel, Internet und seit Dezember 2018 auch über DAB+ auf dem Layer Bern-Fribourg-Solothurn empfangen werden. Der Aufschaltung im DAB-Sendenetz ging ein Rechtsstreit voraus. Die Radio Emme AG setzte sich vor dem Bundesverwaltungsgericht gegen den Provider Swiss Media Cast durch. Der Provider hatte sich zuvor geweigert, neo1 auch auf DAB+ aufzuschalten. Durch den Empfang via DAB vergrösserte sich das terrestrische Sendegebiet von neo1 markant.
neo1 ist ein konzessionierter Rundfunksender mit Leistungsauftrag und Abgabenanteil gemäss Art. 38 des Radio- und Fernsehgesetzes RTVG. Der Sender finanziert sich aus Werbeeinnahmen und aus Empfangsgebühren für Radio und Fernsehen.

## Senderkette
neo1 ist Teil einer im Jahr 2008 gestarteten Senderkette der Radio Emme AG. Ein weiterer Sender war neo Zwei, welcher ausschliesslich über Kabel, Satellit und Internet zu empfangen war. neo Zwei wurde durch einen neuen Verein übernommen, am 1. Februar 2012 zu Radio Heimatklang umbenannt und gehört nicht mehr zur Radio Emme AG.

## Webangebot
Auf der Website von neo1 finden sich Nachrichten aus der Region, ein Audio-Blog sowie ein Webradio mit Titelticker.